# オリエントスズメバチ
オリエントスズメバチ (Vespa orientalis) は、ハチ目スズメバチ科スズメバチ亜科スズメバチ属の昆虫の一種。

## 形態
オリエントスズメバチは、モンスズメバチに外観が非常によく似ている。オオスズメバチと混同すべきではない。
女王蜂の体長は25 - 35mmで、雄バチや働きバチはそれよりも小さい。
オスの触角は13節だが、メスは12節である。

## 生態
2010年にイスラエルとイギリスの大学の研究チームは、オリエントスズメバチの腹の黄色い縞は太陽の光を取り入れ、エネルギーに変換できることを発見した。実際に、主な代謝活動は黄色色素層で生じている。その処理は、キサントプテリンと呼ばれる色素によって実現されている。このことは、オリエントスズメバチがほとんどのスズメバチと違って、強烈な日差しの間に多く活動している理由の説明となるかもしれない。

## 分布
地中海沿岸でよく見られるが、マダガスカルやインドでも見られる。しかしながら、人間による移入の影響で、生息地は南アメリカやメキシコまで広がり始めている。